# NC Dinos
Les NC Dinos (hangeul : NC 다이노스) sont une équipe professionnelle sud-coréenne de baseball. L'équipe est créée en 2011. Elle intègre le championnat KBO en 2013. L'équipe joue ses matchs à domicile au stade Masan à Changwon.

## Bilan par saisons
| NC Dinos |           |     |     |     |    |      |       |          |
| Saison   | Nom       | J   | V   | D   | N  | %    | Place | Playoffs |
| 2013     | NC Dinos  | 128 | 52  | 72  | 4  | .419 | 4     |          |
| 2014     | NC Dinos  | 128 | 70  | 57  | 1  | .551 | 1     |          |
| 2015     | NC Dinos  | 144 | 84  | 57  | 3  | .596 | 3     |          |
| 2016     | NC Dinos  | 144 | 83  | 58  | 3  | .589 | 2     |          |
| Total    | 4 saisons | 544 | 289 | 289 | 11 | .542 |       | 0 titre  |

J : matchs joués, V : victoires, D : défaites, N : nuls, % : pourcentage de victoires, GB (Game Behind) : retard en matchs sur le premier du classement.